# Брестаниця
Брестаниця (словен. Brestanica) — поселення в общині Кршко, Споднєпосавський регіон, Словенія. Висота над рівнем моря: 177,9 м.